# Vulkanisme

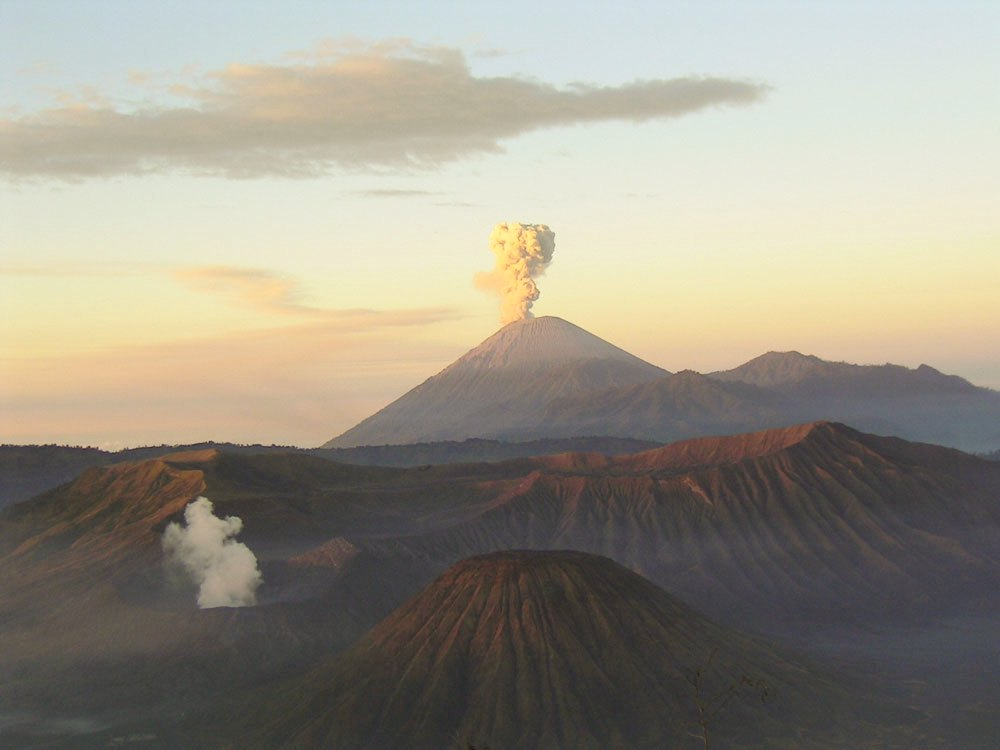
Het Tenggermassief op Java met de vulkanen Semeru (achtergrond) en Bromo (voorgrond, met rookpluim)

Vulkanisme is een verzamelnaam voor geologische processen aan het oppervlak, die het gevolg zijn van het omhoog komen van heet materiaal uit het binnenste van een planeet. Het omhoogkomende materiaal kan bestaan uit magma (gesmolten gesteente), maar ook uit vluchtige stoffen zoals gassen of vloeistoffen. Als dergelijk materiaal het oppervlak bereikt spreekt men van een eruptie of uitbarsting. Wanneer magma over het oppervlak uitstroomt, wordt het lava genoemd. Een eruptie kan echter vergezeld gaan van explosies, waarbij ook puin en as (tefra of pyroclastisch materiaal genoemd) weggeslingerd of de atmosfeer ingeblazen worden. Op de plek van de eruptie kan een vulkaan ontstaan, wanneer de eruptie explosief van aard is ontstaat een krater.
Als een lavastroom stolt, wordt het een stollingsgesteente. Gestolde lava is echter niet het enige product van vulkanisme. Bij een vulkaanuitbarsting kunnen ook as en puin uit de hemel vallen, dat in relatief korte tijd dikke lagen kan vormen. Dit materiaal is niet erg stabiel, zodat na een eruptie vaak landverschuivingen of modderstromen (lahars) voorkomen.
Op Aarde komt vulkanisme vooral voor langs de randen van tektonische platen. De aard van vulkanisme wordt bepaald door een combinatie van de ontwikkeling van het magma tijdens het omhoog komen door de aardkorst en de omstandigheden aan het oppervlak.

## Sporen van vulkanisme

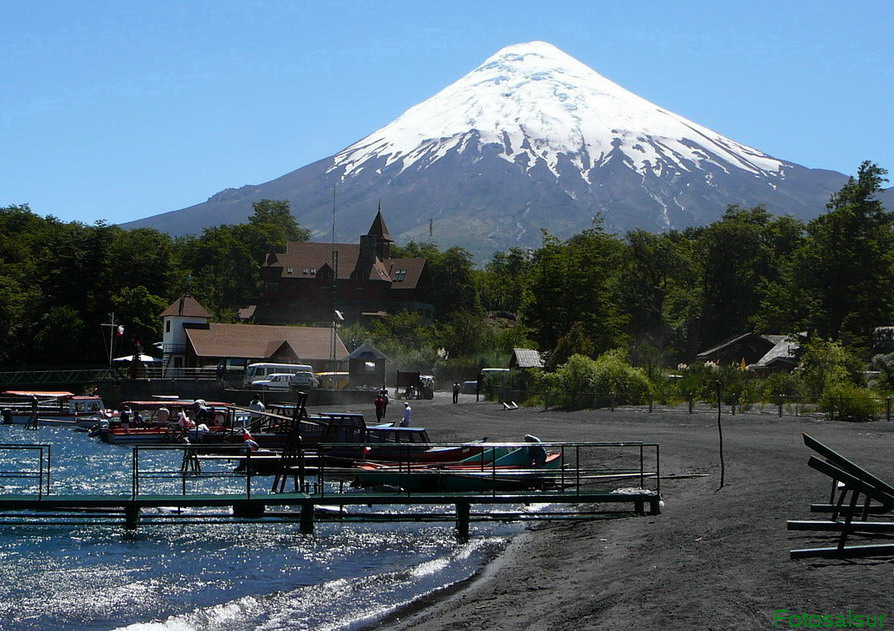
De vulkaan Osorno in Chili is een voorbeeld van een grote stratovulkaan. Deze vulkaan is zo hoog dat er permanent sneeuw op de top ligt.

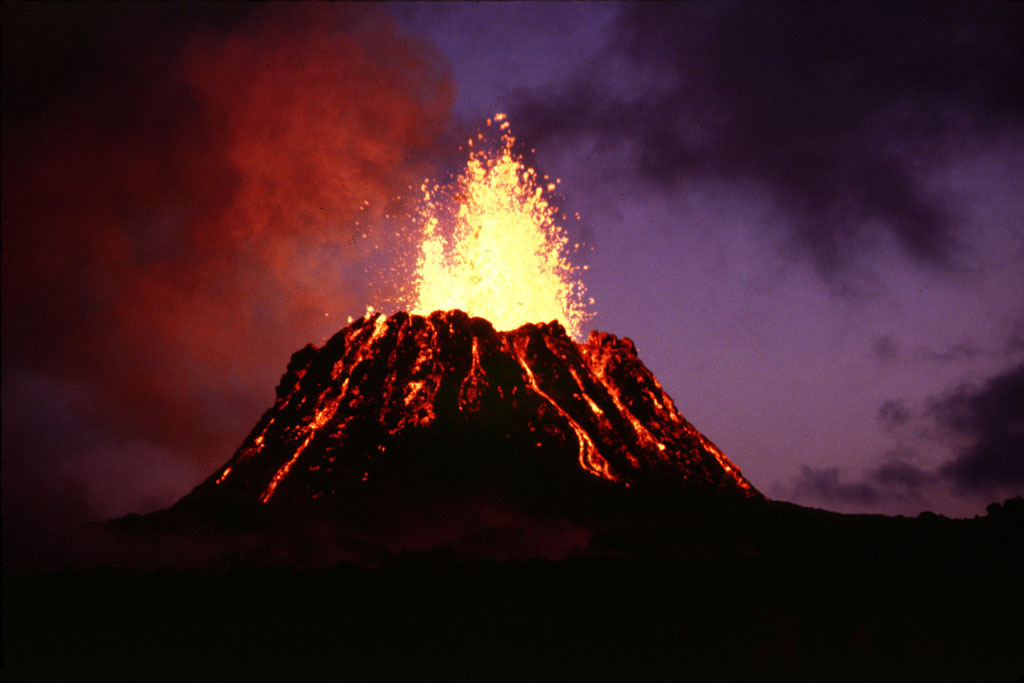
De sintelkegel Puʻu ʻŌʻō op de flank van de Kīlauea, een schildvulkaan op Hawaï, tijdens een uitbarsting van pyroclastisch materiaal in 1983.

### Vulkanen
In een gebied waar vulkanisme voorkomt kunnen veel landvormen ontstaan zijn door vulkanische activiteit. Het bekendst zijn vulkanen, de plekken waar lava of pyroclastisch materiaal vrijkomt tijdens uitbarstingen. Meestal bevindt zich onder de vulkaan een plek waar magma verzamelt, een zogenaamde magmakamer. Het magma kan via een doorgang, zoals een vulkaanpijp of een scheur (dike), naar het oppervlak bewegen.
Meestal denkt men bij een vulkaan aan een berg met de vorm van een conus. Dit type vulkaan wordt een stratovulkaan genoemd. Stratovulkanen hebben steile hellingen en kunnen grote hoogtes halen. Het zijn vaak de hoogste punten in de omgeving, zoals de Vesuvius (1281 m) in Italië of de Merapi (2968 m) op het Indonesische eiland Java. De hellingen van een stratovulkaan bestaan uit pyroclastisch materiaal zoals as of puin, afgewisseld met gestolde lavastromen.
Schildvulkanen zijn eveneens grote bergen, maar hebben de vorm van een koepel met flauwe hellingen. Voorbeelden zijn de Mauna Loa (top 4170 m boven zeeniveau) en Mauna Kea (4205 m boven zeeniveau) op Hawaï. De toppen van deze vulkanen liggen op 4170 en 4205 m boven zeeniveau, maar gerekend vanaf de bodem van de oceaan zijn ze meer dan 10 km hoog. Het volume en oppervlak van deze schildvulkanen is veel groter dan dat van de grootste stratovulkanen. Veel schildvulkanen hebben net als stratovulkanen een krater op de top van de vulkaan. Bij schildvulkanen kan de uitstromende lava zich vaak verzamelen in een lavameer in de krater. Schildvulkanen zijn grotendeels opgebouwd uit gestolde lavastromen en bevatten nauwelijks pyroclastisch materiaal.

### Andere landvormen
Niet alle vulkanen zijn bergen. Sommige vormen zelfs een depressie in het landschap. Een voorbeeld zijn maren, diepe kraters van enkele kilometers of honderden meters doorsnee waarin soms een meertje te vinden is. Een maar is vaak wel omringd door een ring van as en puin.
Een caldera is een grote vulkanische krater met een doorsnede van meerdere kilometers. Caldera's kunnen meer dan één vulkaan bevatten. De grootste actieve caldera ter wereld is Yellowstone in het midden van de Verenigde Staten. Deze caldera is ongeveer 55 km breed. Van een caldera is in Yellowstone aan het oppervlak niet veel te zien: vanwege de enorme schaal valt die pas op luchtfoto's op.
Vulkanische kegels zijn relatief kleine (hooguit een paar honderd meter hoog) kegelvormige bergjes in de buurt van een vulkaan. Ze hebben steile flanken en bestaan grotendeels uit pyroclastisch materiaal. Dit soort kegels wordt, afhankelijk van het type materiaal waaruit ze bestaan, bijvoorbeeld sintelkegels, slakkenkegels of askegels genoemd. De meeste vulkanische kegels hebben een krater in de top. Wanneer de krater relatief groot is en het pyroclastische materiaal in een ring om de krater heen ligt, spreekt men van een tufring.
Een groot oppervlak bedekt met lavastromen en andere vulkanische landvormen wordt een vulkanische vlakte genoemd. Uit het verre verleden zijn vulkanische vlakten gevormd die zo groot zijn dat ze grote delen van continenten beslaan. Voorbeelden zijn de Deccan Traps in India of de Siberische Trappen in Siberië. Bij de omvang van de uitbarstingen waarmee zulke basaltvloeden gevormd werden vallen alle historische erupties in het niet.

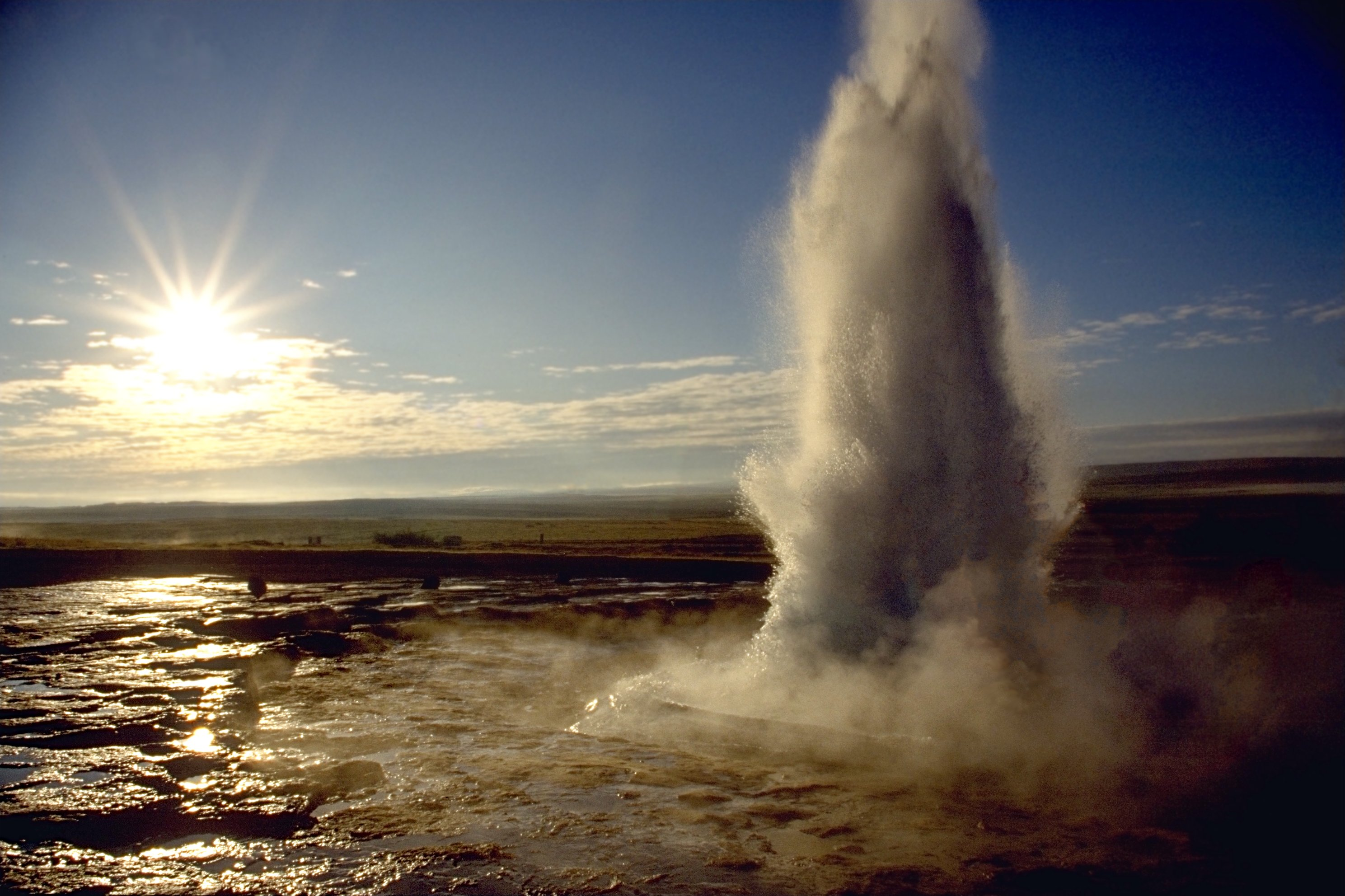
De geiser Strokkur op IJsland.

### Vulkanische activiteit
- Geisers, warme bronnen, uitstoot van gassen
- effusie: lavastromen, lavafonteinen, lavameren, lava is afkomstig uit een magmakamer waarmee de vulkaan in verbinding staat
- explosief vulkanisme, extrusie: eruptiekolommen, pyroclastische stromen, gloedwolken, aswolken

Het belangrijkste onderscheid is tussen effusieve erupties, waarbij voornamelijk lava vrijkomt, en explosieve erupties, waarbij pyroclastisch materiaal uitgestoten wordt. Bij veel uitbarstingen komen beide soorten vulkanische activiteit samen voor.
Wolken heet gas en as kunnen ook zijwaarts uit een vulkaan komen en over het oppervlak bewegen. Deze fenomenen worden pyroclastische stromen genoemd en kunnen snelheden van 180 m/s bereiken. Bij de uitbarsting van Mount Pelée in 1902 vaagde een pyroclastische stroom door het stadje Sant-Pierre, zodat binnen een minuut vrijwel de gehele bevolking (ongeveer 28.000 mensen) omkwam.
- freatomagmatisch vulkanisme
- lahars en andere aardverschuivingen

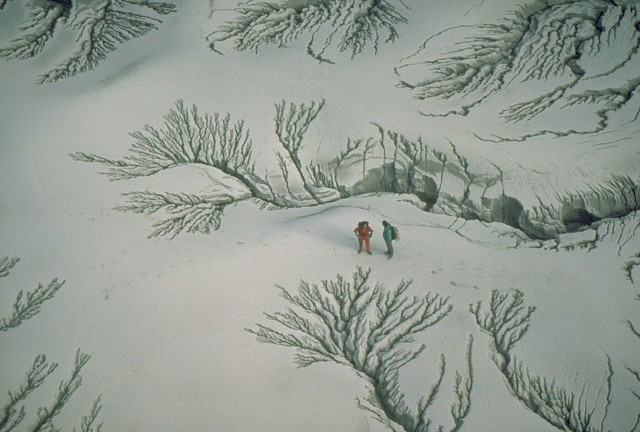
Een dikke laag vulkanische as bedekte de omgeving rond de Pinatubo na de uitbarsting van 1991.

### Producten van een vulkaan
Vulkanen kunnen soms vele vierkante kilometers landoppervlak in een paar dagen met een dikke laag materiaal bedekken. Het soort materiaal is afhankelijk van de soort activiteit. Bij effusie komt lava vrij, die na afkoeling kristalliseert en een stollingsgesteente vormt. Uit welke mineralen het gesteente bestaat hangt af van de samenstelling van de lava. De belangrijkste componenten waarop lava's worden ingedeeld zijn de hoeveelheid silica (SiO2) en alkalimetalen. Gestolde lava met relatief weinig silica bevat mineralen als olivijn, pyroxeen, amfibool en mica. Voorbeelden zijn basalt en andesiet. Bij relatief veel siliciumdioxide vormen zich mineralen als veldspaat en kwarts. Lava met deze samenstelling en mineralen wordt bijvoorbeeld daciet of ryoliet genoemd.
De producten van extrusie heten pyroclasten, tefra of ejecta. Tefra kan zowel uit klodders lava als uit brokken vast gesteente bestaan. Vulkanologen noemen de eerste "juveniel". Aan een laag tefra kunnen ze uit de hoeveelheid juveniele deeltjes afleiden wat de aard en het verloop van de eruptie was. De kleinste tefradeeltjes worden as genoemd. Deeltjes van een paar cm groot heten lapilli en de grootste brokstukken zijn vulkanische bommen.
- tufsteen, scoria
- vulkanische breccies, ignimbrieten
- afzettingen van vulkanische stromen

## Oorzaken van vulkanisme

Vulkanische en magmatische processen in en op de Aarde

Vulkanisme wordt veroorzaakt door het verschil in temperatuur tussen het binnenste van de Aarde en de buitenkant. Dit temperatuurverschil zorgt voor een continue stroming van warmte en materiaal van het binnenste van de Aarde naar buiten. Van vulkanisme spreekt men als deze energie en dit materiaal aan het oppervlak of in de atmosfeer vrijkomen. Het is onderdeel van een groter proces, dat begint bij het ontstaan van magma door het smelten van gesteente en het omhoogkomen van dat magma. Er zijn veel verschillende soorten en vormen van vulkanisme, omdat de fysieke eigenschappen van het magma sterk kunnen verschillen. Welk type magma ontstaat wordt bepaald door geodynamische omstandigheden. Welke soort vulkanisme voorkomt hangt daarnaast ook van de oppervlakte-omstandigheden af.

### Geodynamische omstandigheden
Het meeste vulkanisme op Aarde valt te verklaren met platentektoniek. Volgens deze theorie wordt het aardoppervlak verdeeld in platen of schollen, die ten opzichte van elkaar bewegen. De beweging wordt aangedreven door convectiestroming in de aardmantel. Aan het oppervlak beperkt vulkanisme zich voornamelijk tot de randen van de platen. De Pacifische Plaat (de plaat onder de Grote Oceaan) wordt bijvoorbeeld omringd door een gordel van vulkanen, die de Ring van Vuur genoemd wordt.
Waar twee platen uit elkaar bewegen spreekt men van een divergente plaatgrens. De meeste divergente plaatgrenzen liggen in de oceanen, bij zogenaamde mid-oceanische ruggen. Divergente plaatgrenzen in continenten vormen langgerekte depressies in het aardoppervlak, die riften genoemd worden. Verreweg de meeste vulkanen ter wereld zijn submariene vulkanen bij een mid-oceanische rug, en verreweg het meeste magma dat uitbarst komt vrij bij mid-oceanische ruggen.

Platentektoniek: convectiestroming in de mantel drijft het bewegen van tektonische platen aan het oppervlak aan. Bij divergente plaatgrenzen vindt spreiding plaats, bij convergente grenzen subductie. Beide zorgen voor vulkanisme.

Waar twee platen naar elkaar toe bewegen, spreekt men van een convergente plaatgrens. De ene plaat schuift op die plekken (subductiezones) onder de andere de mantel in. De meeste actieve subaeriale vulkanen (vulkanen op het land) liggen boven subductiezones. Hier kan een vulkanische boog ontstaan. Hoewel vulkanisme bij subductiezones minder dan 10% van alle uitbarstend magma ter wereld levert, is dit vanuit menselijk perspectief veel belangrijker. Ruim 80% van alle historische uitbarstingen van vulkanen vond plaats langs convergente plaatgrenzen.
Een derde type is vulkanisme dat midden in een plaat voorkomt ("intraplaat-vulkanisme"). De oorzaak van zulk vulkanisme wordt gezocht in het omhoog stromen van heet materiaal in de mantel (een mantelpluim). Aan het oppervlak ontstaat een vulkanologisch actief gebied, een zogenaamde hotspot. Een voorbeeld van een hotspot in een oceaan is Hawaï. Voorbeelden op continenten zijn de Vulkaaneifel in Duitsland, Yellowstone in de V.S. en de Chaîne des Puy in het Franse Centraal Massief.
Op sommige vulkanische activiteit zijn meerdere situaties van toepassing. Het vulkanisch zeer actieve IJsland ligt bijvoorbeeld zowel boven een hotspot als op een divergente plaatgrens. Op plekken waar een subductiezone ophoudt of meerdere subductiezones samenkomen zijn vaak grote vulkanen te vinden. Voorbeelden zijn de 3350 m hoge Etna op Sicilië, de 3776 m hoge Fuji op het Japanse Honshu of de 4835 m hoge Kljoetsjevskaja Sopka op het Russische Kamtsjatka. Deze vulkanen hebben zowel kenmerken van subductievulkanisme als van intraplaat-vulkanisme.

Deze figuur laat voor vier verschillende geodynamische situaties het verloop van de temperatuur (de geotherm, rood) en de smelttemperatuur van gesteente (de solidus, groen) zien. Bij mid-oceanische ruggen en mantelpluimen ligt de geotherm verder naar rechts t.o.v. de normale situatie, bij subductiezones ligt de solidus vanwege de aanwezigheid van zeewater in de subducerende plaat verder naar links. Alleen wanneer de twee curven elkaar snijden ontstaat magma.

### Vorming van magma
Vrijwel alle magma's die bij mid-oceanische ruggen uitbarsten hebben de samenstelling van basalt en een temperatuur van 1100 tot 1200 °C. Omdat de temperatuur in de onderste delen van de aardkorst niet hoger is dan rond de 600 °C, is duidelijk dat ze dieper in de Aarde zijn ontstaan. Ook de chemische samenstelling van mid-oceanische rugbasalt wijst op een oorsprong op ongeveer 20 tot 70 km diepte in de bovenste delen van de mantel.
Onder een mid-oceanische rug beweegt met de convectiestroming in de mantel heet gesteente omhoog. Bij het omhoog bewegen neemt de druk en daarmee ook de smelttemperatuur af. In het bovenste deel van de mantel aangekomen, begint het gesteente daarom gedeeltelijk te smelten. Het magma verzamelt zich in magmakamers, die de vulkanen aan het oppervlak voeden. Bij intraplaat-vulkanisme ontstaat magma op vergelijkbare wijze. Ook bij mantelpluimen stroomt heet materiaal in de mantel omhoog, om door het wegvallen van de druk gedeeltelijk te smelten.
Lava met de samenstelling van ryoliet of daciet (relatief rijk in silica) heeft aan het oppervlak temperaturen van 700 °C tot 1000 °C. De samenstelling wijst erop dat zulk magma ontstond door het smelten van de onderste delen van de aardkorst. Normaal gesproken komen zulke hoge temperaturen daar niet voor. Men vermoedt dat op sommige plekken heet basaltisch magma magmakamers vormt op de overgang tussen de korst en de mantel (dit wordt "underplating" genoemd). Het gesteente onder in de korst wordt door de nabijheid van de magmakamer verhit, zodat het gedeeltelijk kan smelten.
Behalve door stijging van de temperatuur of afnemen van de druk kan de smelttemperatuur van gesteente ook omlaag gaan wanneer bepaalde vluchtige stoffen als water of haliden worden toegevoegd. Dit is wat gebeurt in subductiezones, waar een stuk aardkorst compleet met van water doordrongen sediment de mantel in beweegt. Het water mengt in de subductiezone met het mantelgesteente, zodat de smelttemperatuur afneemt en magma gevormd wordt.

### Omhoog bewegen van magma
Magma beweegt na het ontstaan omhoog omdat de dichtheid van het omringende gesteente groter is. Wanneer het magma op een diepte komt waar de dichtheid van het omringende gesteente niet langer hoger is dan de eigen dichtheid, zal het niet verder omhoog bewegen maar tot stilstand komen. Er ontstaat een magmakamer, waarin magma zich verzamelt en langzaam afkoelt.
Als omhoog bewegend magma afkoelt kristalliseren mineralen met een hoog smeltpunt uit en blijven ze achter. Het magma kan ook mengen met andere magma's of met omringend gesteente dat gesmolten wordt door de hitte van het magma zelf. Het magma verandert op die manier van samenstelling. Die verandering wordt magmadifferentiatie genoemd. Ze verklaart de grote verscheidenheid in samenstelling van lava's en stollingsgesteenten aan het aardoppervlak.
Magma is onder continenten en eilandbogen langer onderweg dan onder de oceaan, om twee redenen. Ten eerste is continentale korst dikker dan oceaankorst, zodat het magma langer moet rijzen voor het het oppervlak bereikt. Continentale korst is daarnaast minder dicht dan oceanische, zodat er onder continenten meestal minder opwaartse kracht op het magma werkt. Magma zal daarom onder continenten de neiging hebben in magmakamers te verzamelen ("underplating") in plaats van direct omhoog te stijgen. Het gevolg is dat magma langer onderweg is en meer tijd heeft om van samenstelling te veranderen. Het overgrote deel van in de Aarde gevormd magma bereikt nooit het oppervlak maar stolt ergens binnenin de Aarde.
Door magmadifferentiatie kan magma van chemische samenstelling veranderen zodat het rijker in silica en lichter wordt. Magma dat lange tijd in een magmakamer stilstaat kan daardoor na verloop van tijd weer verder omhoog gaan bewegen. Het kan hoger opnieuw tot stilstand komen, of uiteindelijk het oppervlak bereiken om voor vulkanisme te zorgen.

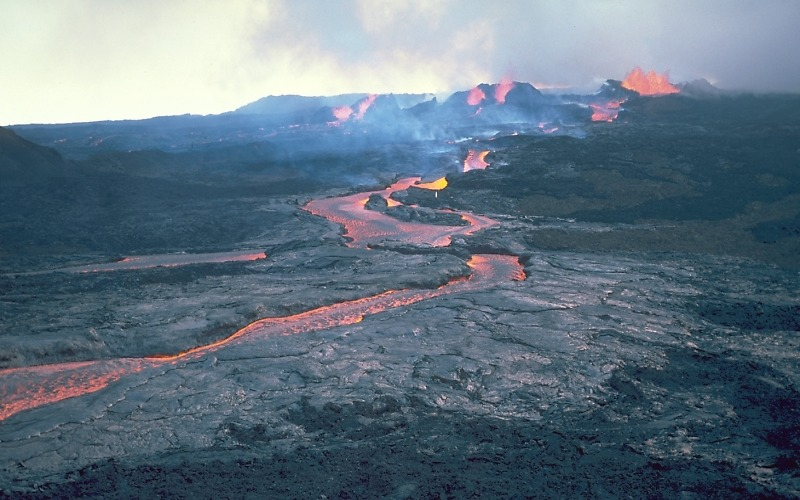
Pāhoehoe- en 'a'ā-lavastromen op Hawaï. Dit soort lavastromen kan een groot oppervlak bedekken en is typisch voor basalt-lava met een relatief lage stroperigheid.

### Stroperigheid van magma en lava
De stroperigheid (viscositeit) van magma en lava bepaalt hoe makkelijk een lava over het oppervlak uitstroomt. Daarnaast beïnvloedt ze hoe makkelijk magma omhoog kan bewegen.
De stroperigheid van magma hangt af van de temperatuur en druk, maar ook van de chemische samenstelling. Magma ontstaat door het smelten van gesteente. Omdat verreweg de meeste gesteenten bestaan uit silicaten, bevat vrijwel alle magma deeltjes die siliciumionen genoemd worden. Siliciumionen hebben de gewoonte aan elkaar te blijven hangen, met name als de temperatuur van het magma daalt. Dit zorgt ervoor dat het magma stroperig wordt. Magma dat ontstaat door het smelten van de bovenmantel is minder rijk aan silicium en minder stroperig dan magma dat ontstond door smelten van de onderkorst of magma dat lange tijd heeft gehad te differentiëren.
Basalt-lava stroomt makkelijk. Zulke lava kan over een groot oppervlakte uitstromen en een vulkanische vlakte te vormen. Het andere eind van het spectrum is stroperige ryoliet-lava, die zich langzaam in korte, kleine stromen beweegt, die vaak in blokken opbreken ("bloklava"). Ook bepaalt de stroperigheid hoe snel zich in magma kristallen of gasbellen vormen en hoe makkelijk deze in het magma kunnen zinken of omhoog bewegen. In een stroperige magma of lava worden bellen en kristallen met de stroming meegevoerd: bellen kunnen moeilijk door het magma omhoog bewegen om te ontsnappen en kristallen kunnen moeilijk naar de bodem zinken. Het effect versterkt zichzelf, want kristallen en andere vaste brokstukken zorgen ervoor dat een lava of magma nog stroperiger wordt.

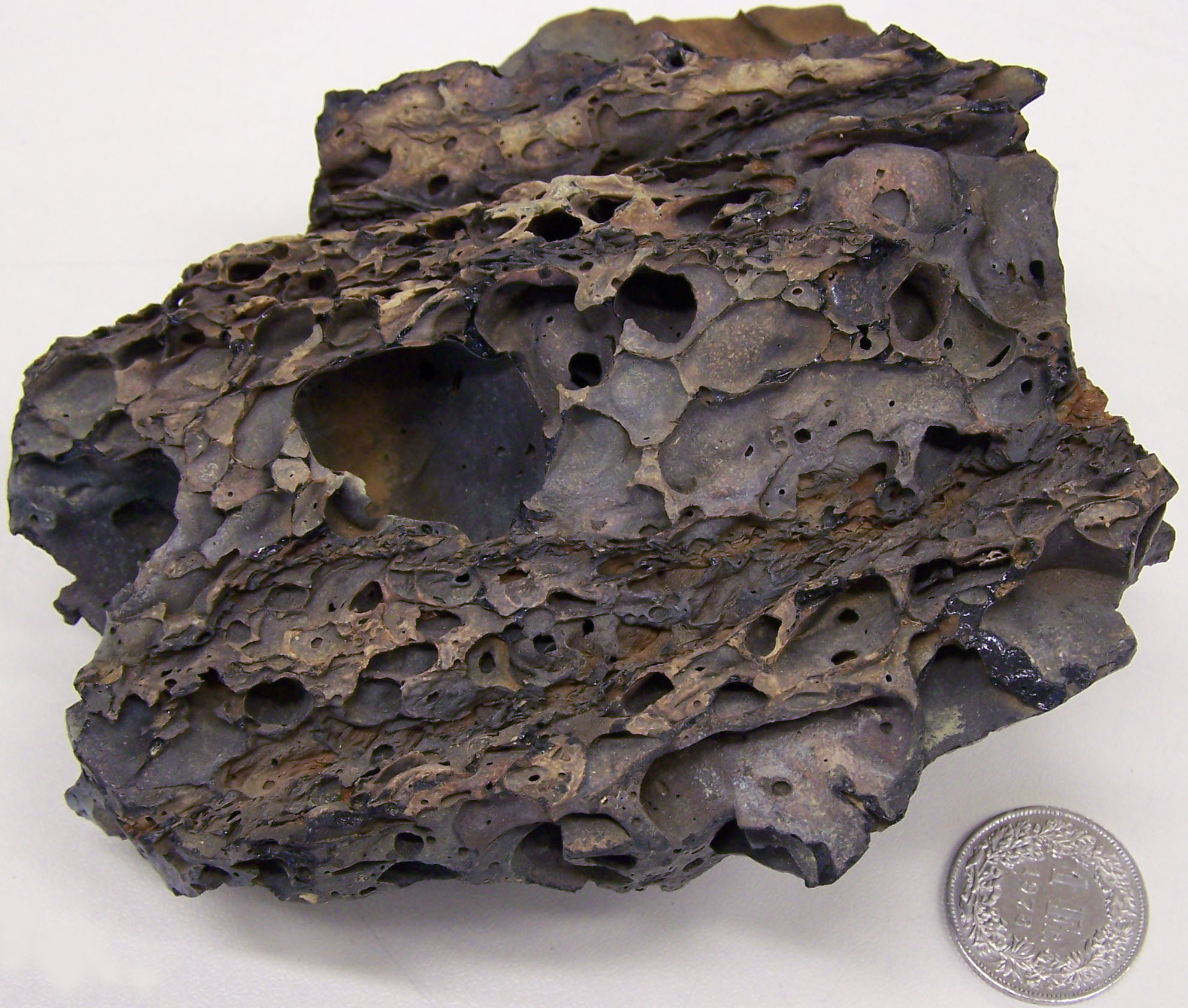
Scoria is een soort gesteente dat ontstaat door het stollen van zeer poreuze basalt- of andesiet-lava. Het bestaat vaak voor meer dan 70% uit vesicles (bellen).

### Vorming van gasbellen
Magma dat binnenin de Aarde ontstaat is een mengsel van veel verschillende stoffen en elementen. Daar zitten ook vluchtige stoffen tussen die aan het oppervlak vloeibaar of gasvormig zijn, maar onder de hoge druk binnenin de Aarde oplossen in magma. De meest voorkomende vluchtige stoffen zijn water, koolstofdioxide, waterstofsulfide, zwaveldioxide en halogeniden. Als het magma omhoog beweegt neemt de druk af en kunnen deze stoffen vrijkomen: er ontstaan bellen in het magma. Het proces is vergelijkbaar met de vorming van gasbelletjes in koolzuurhoudende frisdrank.
Bellen in een magma of lava worden vesicles genoemd. In een magma zullen ze groter groeien totdat het magma niet langer oververzadigd is. Dit is vrijwel nooit het geval, doordat een magma langzaam stolt en er voor de vluchtige stoffen steeds minder magma overblijft om in opgeloste toestand te blijven. Het kristalliseren van magma kan zelfs tot een versnelling van het ontstaan van vesicles leiden.
Als het magma bezig is omhoog te bewegen, neemt de druk af. Het magma zelf is niet erg compressibel, maar de met gas gevulde vesicles zullen bij het afnemen van de druk exponentieel uitzetten. Hoe sneller het magma omhoog beweegt, hoe sneller de vesicles uitzetten. Hoe groter het volume van de vesicles wordt, des te kleiner de dichtheid van het magma en des te meer kracht er op het magma komt te staan om naar boven te bewegen. Het magma beweegt steeds sneller omhoog tot de druk van de uitzettende vesicles zo hoog wordt dat het zijn interne cohesie verliest: het explodeert. Dit kan gebeuren wanneer het magma het oppervlak bereikt, waar de druk van het omringende gesteente plotseling wegvalt. In veel gevallen begint de explosie echter al onder de grond, in de schacht waardoor het magma omhoog beweegt. Magma dat veel vesicles bevat zal daardoor niet rustig uitstromen maar voor explosief vulkanisme zorgen.
Een basalt-magma is niet erg stroperig, zodat gasbellen er relatief gemakkelijk uit kunnen ontsnappen. Aan het oppervlak zal een vulkaan met dit type magma regelmatig gas uitstoten, en als er lava uitvloeit, stroomt die meestal rustig uit de vulkaan. Bij een magma dat rijker is aan silica zal eerder explosief vulkanisme voorkomen omdat de vesicles minder makkelijk uit het stroperige magma kunnen ontsnappen.

## Grote erupties uit het verleden

### Prehistorie en Oudheid
Mensen bevolken de Aarde al een paar honderdduizend jaar, en in die tijd zijn ontelbare vulkaanuitbarstingen voorgekomen. Een aantal van deze erupties hebben grote invloed gehad op de menselijke beschaving en geschiedenis. Van sommige prehistorische uitbarstingen kan ook aangenomen worden dat ze grote invloed moeten hebben gehad, maar er zijn geen rechtstreekse verslagen van. De krachtigste vulkaanuitbarsting in een dichtbevolkt gebied in de Moderne Tijd was die van de Tambora in 1815. Deze uitbarsting verspreidde zoveel as in de atmosfeer dat de afkoeling van het klimaat wereldwijd tot misoogsten leidde. Ze valt echter in het niet bij uitbarstingen uit een ver verleden, zoals de eruptie die het Tobameer op Sumatra vormde. Volgens een hypothese zou deze eruptie zulke grote klimaatveranderingen tot gevolg hebben gehad dat de mens op het randje van uitsterven kwam. De eruptie wordt gedateerd tussen 69.000 en 77.000 jaar geleden. Uit een verder verleden zijn nog krachtigere uitbarstingen bekend, zoals de uitbarsting die rond 1,3 miljoen jaar geleden de Yellowstonecaldera vormde.
In oude beschavingen werd vulkanische activiteit vaak aan de toorn van goden toegeschreven. De Grieken zagen vulkanisme als het gevolg van het werk van de god Hephaistos in zijn ondergrondse smidse. Deze god werd bij de Romeinen Vulcanus genoemd.
Een uitbarsting van de vulkaan van het eiland Santorini was mogelijk aanleiding voor het verdwijnen van de Minoïsche beschaving op Kreta. Datering van boomringen in Noord-Amerika, ijskernen op Groenland en opgegraven voorwerpen uit Kreta zelf geven aan dat de uitbarsting tussen 1675 en 1525 v.Chr. plaatsvond. De uitbarsting vond plaats met het instorten van een grote caldera, zodat wat eens een groot eiland vormde nu een ring van eilanden is. Akrotiri, een stad met 30.000 inwoners op Santorini zelf, werd begraven onder een dikke laag vulkanische as. Archeologisch bewijs wijst erop dat de bewoners van tevoren doorhadden dat de vulkaan zou uitbarsten en de stad ontvlucht waren. Er zijn geen overleveringen van de ramp bekend, maar mogelijk vormt het verzinken van het eiland de basis voor de mythe over Atlantis. Ook enkele Bijbelverhalen over plagen worden met de uitbarsting in verband gebracht.

### Vesuvius (79 n.Chr.)
De uitbarsting van de Vesuvius in 79 n.Chr. vernietigde de Romeinse steden Pompeï en Herculaneum en eiste duizenden slachtoffers. Onder de slachtoffers was de schrijver en admiraal Gaius Plinius (de Oudere). Zijn neef Plinius de Jongere schreef een natuurgetrouw ooggetuigenverslag. Het is het oudst bekende gedetailleerde verslag van een grote vulkaanuitbarsting.
De Vesuvius was eeuwenlang niet actief geweest, zodat de bewoners van de streek geen reden hadden op hun hoede te zijn. In de jaren voorafgaande aan de uitbarsting kwamen lichte aardschokken voor. Tegenwoordig is bekend dat dit vaak het geval is voorafgaande aan een grote eruptie, maar de Romeinen hadden die kennis niet. Zodoende maakten de omwonenden tot aan en soms zelfs tijdens de eruptie geen aanstalten het gebied te ontvluchten. Op 24 augustus 79 begon de uitbarsting, die twee dagen zou aanhouden.

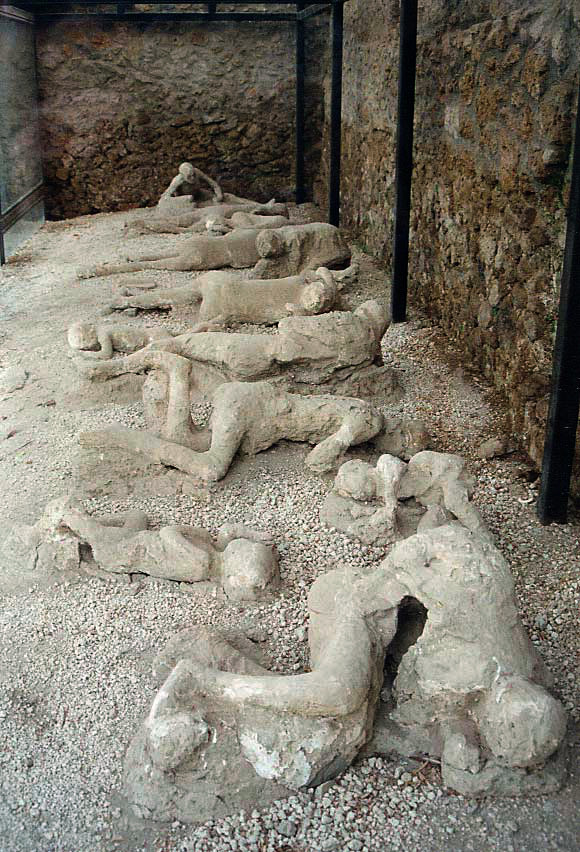
Afgietsels van slachtoffers uit 79 n.Chr., gevonden in Pompeï. Doordat vulkanische as snel lithificeert bleven op de plek van de lichamen holtes bewaard. 19e-eeuwse archeologen vulden de holtes met gips, waarna ze de afgietsels uitgroeven.

Volgens Plinius begon de uitbarsting met het ontstaan van een grote donkere wolk boven de berg, die de vorm van een verticale pluim aannam. Naarmate de wolk groeide begon ze zich ook zijwaarts uit te spreiden. Plinius de Oudere, die aan de andere kant van de Baai van Napels in Misenum woonde, besloot galeien uit te rusten om bij de evacuatie te helpen. Eenmaal ter plaatse, begon het as en puin te regenen. 's Nachts lichtten op de flanken van de Vesuvius branden op, ontstaan door een regen van gloeiende pyroclasten. De volgende dag werd de asregen zo dicht dat het overdag tot op tientallen kilometers van de vulkaan stikdonker bleef. Vanwege de landwaarts gerichte wind kon de oudere Plinius met zijn schepen niet meer wegkomen. Plinius stierf aan de giftige gassen van de pyroclastische wolk.
In de stad Pompeii, 9 km van de vulkaan, kwamen duizenden mensen om door verstikking en verschroeiing door hete gaswolken. De stad werd geleidelijk bedekt met een drie meter dikke laag as. In Herculaneum viel minder as maar kwam de vernietiging in de vorm van hete pyroclastische stromen die in een paar minuten de stad begroeven onder een meer dan 25 m dikke laag tefra. Plinius de Jongere probeerde tegelijkertijd uit Misenum te vluchten, waar de groeiende aslaag en de aanhoudende aardschokken huizen deden instorten. Ook hier heerste complete duisternis, slechts onderbroken door bliksemflitsen in de aswolken. Toen de wolken as na uren langzaam begonnen op te trekken, bleek van de kegelvormige Vesuvius slechts een stomp over te zijn. De omgeving van de vulkaan, twee dagen daarvoor nog gevormd door groene landerijen en Mediterrane begroeiing, was bedekt met een dikke laag as.
In de loop der tijden keerde de begroeiing terug en raakte de streek opnieuw bewoond. De onder de as begraven steden werden vergeten, tot ze in de 17de eeuw toevallig werden herontdekt. Men begon Pompeii af te graven op zoek naar kostbaarheden. Pas later, toen plunderingen al enorme schade hadden aangericht, ontstond een interesse in de stad zelf en ging men voorzichtiger en gerichter graven. Zodoende werd Pompeii een van de plekken waar de moderne archeologie ontstond. De ruïnes hebben archeologen kennis opgeleverd over cultuur en dagelijks leven in de Romeinse tijd. Behalve kunst- en gebruiksvoorwerpen werden ook honderden slachtoffers gevonden. Hoewel tegenwoordig vele hectaren van de stad zijn blootgelegd, zijn de opgravingen nog lang niet compleet. Duizenden toeristen bezoeken jaarlijks de ruïnes.

Kaart van een deel van de Indonesische archipel, waarop de dikte van de aslaag na de eruptie van de Tambora in 1815 aangegeven is.

### Tambora (1815)
De Tambora is een stratovulkaan op het Indonesische eiland Sumbawa. De uitbarsting van 1815 was waarschijnlijk de krachtigste eruptie sinds de Hatepe-uitbarsting van 120 n.Chr. in Nieuw-Zeeland. Geologisch onderzoek heeft uitgewezen dat de vulkaan minstens driemaal eerder was uitgebarsten, voor het laatst rond 740 n.Chr. De vulkaan ontwaakte uit haar lange periode van inactiviteit in 1812, waarna er regelmatig een rommelend geluid te horen was en donkere wolken boven de top vormden.
De zwaarste uitbarsting vond plaats tussen 5 en 11 april 1815. Op 10 april kon het gerommel van de vulkaan tot op Sumatra gehoord worden (2600 km verderop). De Britse koloniale autoriteiten in Jogjakarta (op Java) dachten eerst met kanonsvuur te maken te hebben en zonden een detachement militairen uit om de vijand op te vangen. Tussen 6 en 17 april viel een dikke laag as over het oosten van Java. Ter plaatse vertelden ooggetuigen dat op de ochtend van 10 april een vuurzuil uit de berg omhoog schoot. Vervolgens regende het brokken puimsteen tot 20 cm groot, gevolgd door fijner materiaal. Pyroclastische stromen schoten langs alle flanken uit de vulkaan en vernietigden alle menselijke bewoning. Een groot deel van de vulkaan werd weggeblazen. De berg was oorspronkelijk 4300 m hoog, na de uitbarsting ligt het hoogste punt op 2800 m. De instorting zorgde ervoor dat verscheidene eilanden in de Indonesische archipel door tsunami's werden geraakt. Naar schatting vonden ongeveer 71.000 mensen de dood. Het grootste deel van de slachtoffers werd veroorzaakt door epidemieën en hongersnood onder de daklozen en vluchtelingen.
De uitbarsting zorgde voor een grote toename van fijn stof in de atmosfeer. De rest van het jaar werden overal ter wereld bijzonder kleurrijke zonsop- en ondergangen gemeld. Het stof veroorzaakte een wereldwijde afkoeling van het klimaat, zodat 1816 een "jaar zonder zomer" werd. In West-Europa vroor het in augustus. Misoogsten zorgde voor hongersnood in Engeland, Ierland, Frankrijk en Zwitserland. Ook bracht het jaar abnormaal zware regenval, met als gevolg dat rivieren als de Rijn overstroomden.

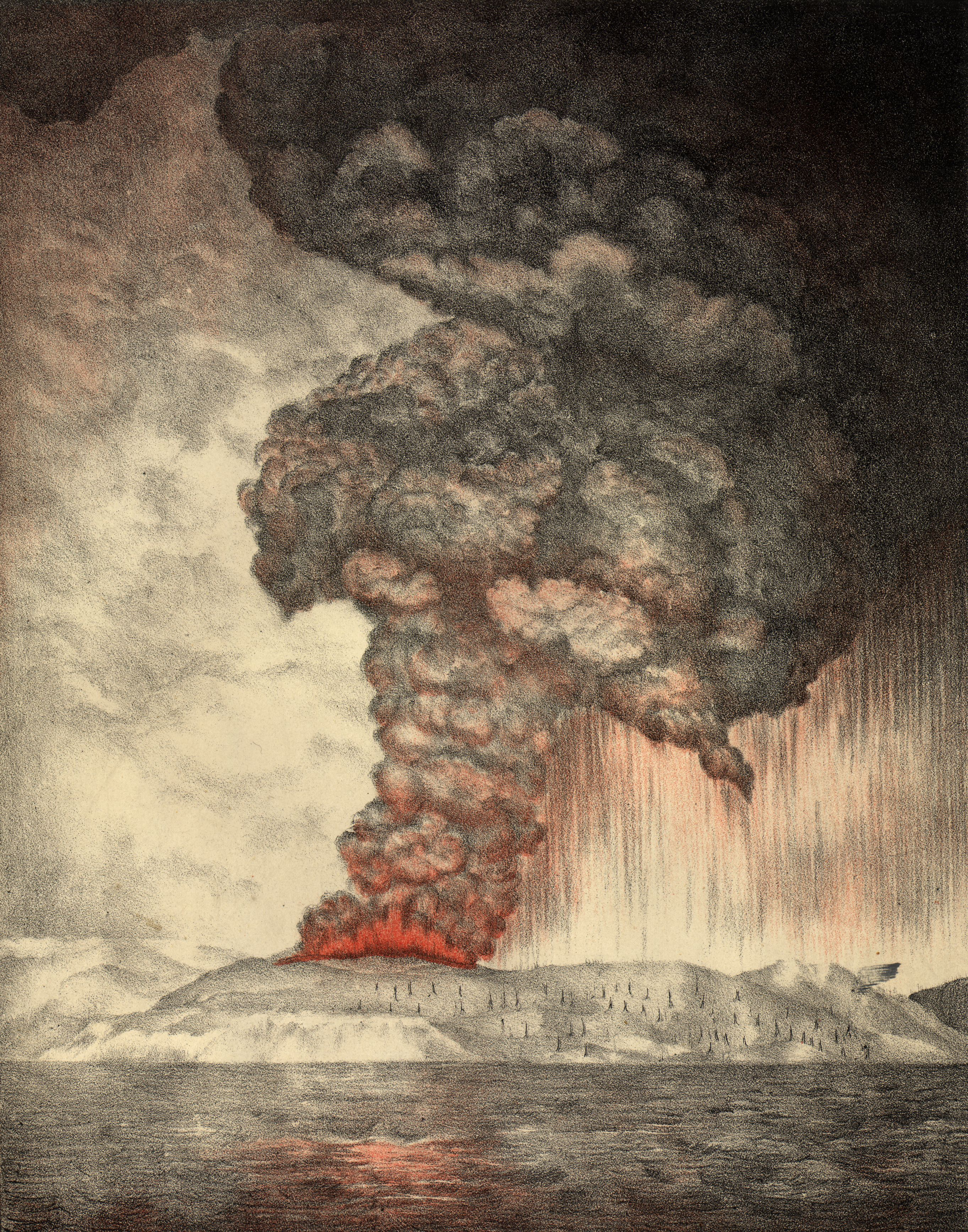
Lithografie van de uitbarstingen op het eiland Krakatau in mei 1883, uit het rapport van de Royal Society

### Krakatau (1883)
De uitbarsting in 1883 van de Krakatau, een onbewoond vulkanisch eiland in de Straat Soenda, was minder krachtig dan de Tambora-eruptie, maar de verslagen van de eruptie zijn een stuk gedetailleerder, vanwege een aantal wetenschappelijke expedities tijdens en na de uitbarsting en ooggetuigenverslagen van passerende schepen.
In de jaren voor de uitbarsting kwamen regelmatig lichte aardbevingen in het gebied voor. De vulkaan zelf werd plotseling actief op 20 mei, met de uitstoot van gaswolken, as en explosies die tot honderden kilometers in de omgeving te horen waren. Eruptiezuilen stegen boven het eiland op tot hoog in de atmosfeer. De daaropvolgende maanden bleef de vulkaan dagelijks actief, hoewel de kracht van de uitbarstingen wisselde. Het hoogtepunt volgde op 26 en 27 augustus. Passerende schepen belandden in complete duisternis vanwege de regen van warme as- en puin. Het gebulder van de vulkaan was zo luid dat het tot in het zuiden van Australië te horen was.
De climax was het instorten van de caldera onder de vulkaan, waarbij de helft van de berg instortte en een groot deel van het eiland verdween. Dit veroorzaakte een tsunami, die grote schade op de kusten van Java en Sumatra veroorzaakte en de eigenlijke oorzaak van het grote aantal slachtoffers was. In de loop van de 20ste eeuw groeide in het midden van de caldera een nieuwe kegel, die inmiddels een paar honderd meter boven water uitsteekt.

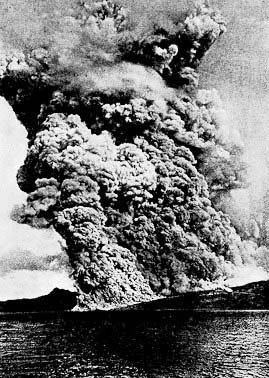
Een foto van een nuée ardente aan de voet van de Mont Pelée in 1902.

### Mont Pelée (1902)
Hoewel veel minder hevig dan de erupties van de Tambora of Krakatau was de uitbarsting van Mont Pelée op het Caribische eiland Martinique in 1902 niet minder dodelijk. Aan de voet van de vulkaan lagen enkele dorpjes en het havenstadje Saint-Pierre met ongeveer 30.000 inwoners. In de vulkaan boven het stadje waren af en toe lichte uitbarstingen voorgekomen, maar zonder dat daardoor veel schade werd aangericht. De vulkaankrater in de top van de berg begon enkele jaren voor de eruptie activiteit te vertonen in de vorm van fumaroles. De uitstoot van zwavelgas nam gedurende de eerste maanden van 1902 duidelijk toe, en eind april werden kleine explosies gehoord. Een doordringende zwavelgeur verspreidde zich over het eiland en in Saint-Pierre viel een dunne laag as.
Op 5 mei vielen de eerste doden, toen de kraterwand doorbrak en het hete water van het kratermeer naar beneden stroomde en een lahar veroorzaakte. Er volgden nog enkele lahars. Er was echter in Saint-Pierre een verkiezing op 11 mei, en de autoriteiten hadden geen belang bij een verstoring van de plannen. Daarom riepen ze de bevolking op de stad vooral niet te ontvluchten.
Op 6 mei bereikte het magma de krater en begon zich een lavakoepel te vormen. De opbouw werd slechts onderbroken door kleine explosies die kleine lawines van heet materiaal langs de flanken naar beneden zonden. Op 8 mei, Hemelvaartsdag, terwijl een groot deel van de bevolking van Saint-Pierre de mis bijwoonde, vond een luide explosie plaats. Een gloedwolk van heet gas en puin raasde met grote snelheid langs de flank van de berg naar beneden, alles op zijn weg verbrandend. Binnen enkele minuten had de wolk Saint-Pierre opgeslokt en vond vrijwel de gehele bevolking de dood. De gloedwolk raasde verder over het water, waarbij de bemanning van schepen die voor anker lagen gedood of ernstig verwond werd. De stad stond in brand, maar er was niemand meer om de brand te blussen.
Vergelijkbare hete gloedwolken bleven in de erop volgende maanden uit de vulkaan komen. Ze vormden een nieuw fenomeen, dat nuée ardente (Frans voor "brandende wolk") genoemd werd. Tot het einde van het jaar 1902 bleef de activiteit van Mont Pelée zorgen voor lichte asregen, gloedwolken en de groei van de lavakoepel op de berg. De koepel was in 1903 uitgegroeid tot een 300 m hoge zuil van gestolde lava.

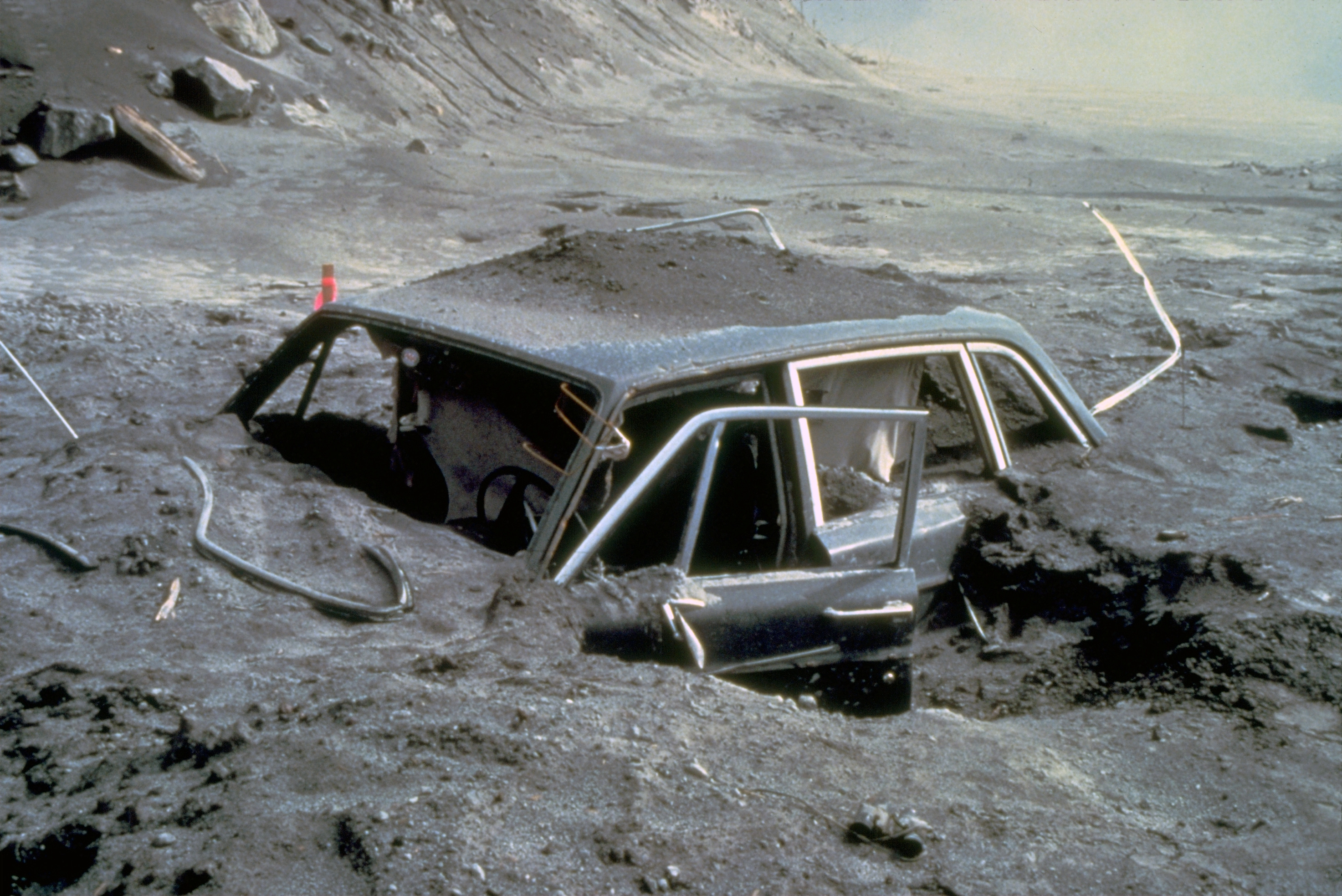
Auto bedolven onder de hete as van de schokgolf bij de eruptie van de Mt. St. Helens in 1980. De inzittende, een fotograaf in dienst van National Geographic, overleefde het niet.

### Mount Saint Helens (1980)
De Mount Saint Helens is een stratovulkaan in het noordwesten van de V.S., in de Cascades van Washington. De uitbarsting van 1980 eiste weinig slachtoffers doordat de vulkaan in dunbevolkt gebied ligt, dat bovendien in maart geëvacueerd werd. Uit aardschokken en het opzwellen van de noordelijke flank van de berg was duidelijk geworden dat de vulkaan ging uitbarsten. Wat uiteindelijk gebeurde kwam echter als een grote verrassing voor de vulkanologen die in het gebied waren achtergebleven om de berg te observeren.
Op 18 mei stortte de opgezwollen noordelijke flank van de vulkaan in, wat een vernietigende aardverschuiving veroorzaakte. De aardverschuiving vulde Toutle Valley, het dal aan de voet van de vulkaan, en kwam pas 20 km verderop tot stilstand. De enorme hoeveelheid losliggend puin die in het dal afgezet werd mengde zich met het water van de Toutle River. Lahars, gevormd uit dit materiaal, raasden verder stroomafwaarts en zorgden voor het wegspoelen van bruggen, wegen en huizen.
Ondertussen was met het instorten van de flank van de vulkaan de druk op het onderliggende magma zodanig afgenomen, dat een explosieve eruptie plaatsvond. De schokgolf van hete gassen en tefra benaderde de geluidssnelheid en legde in de wijde omgeving alle bomen om. Alle ongeveer 60 menselijke slachtoffers, voornamelijk vulkanologen en avonturiers die de waarschuwingen genegeerd hadden, kwamen om in deze schokgolf. Bij degenen die niet onmiddellijk aan brandwonden overleden zou longschade door inademing van hete as alsnog dodelijk zijn.
Zowel de aardverschuiving als de schokgolf vormden slechts de eerste minuten van de uitbarsting. Er vormde zich een eruptiekolom boven de vulkaan, die op tientallen kilometers hoogte zijwaarts uitspreidde. De aswolk verspreidde zich in de atmosfeer en zorgde over een gebied van honderden kilometers voor asregen. Pyroclastische stromen bewogen over de tot rust gekomen afzetting van de aardverschuiving. In dit geval waren het geen nuées ardentes, zoals bij de Mont Pelée, maar hete stromen van puimsteen. Door het contact met de natte afzetting van de aardverschuiving stegen stoomwolken op die wekenlang in de omgeving bleven hangen. Op sommige plekken, waar het stoom niet kon ontsnappen, werd in explosies as tot honderden meters ver geslingerd.
Het opvallendste is echter dat de vulkaan na een paar dagen al tot rust gekomen was. In juni kwam voor het eerst lava aan het oppervlak, die in de door de explosie achtergelaten krater sindsdien een koepel gevormd heeft.

## Oorzaken en classificatie van erupties

Kenmerken van een Pelée-type eruptie: 1 aspluim; 2 asregen; 3 lavakoepel; 4 vulkanische bom; 5 pyroclastische stroom; 6 lava- en tefralagen; 7 omringende gesteentelagen; 8 vulkaanpijp; 9 magmakamer; 10 dike.

Vulkanologen delen vulkaanuitbarstingen op verschillende manieren in. Het meest gebruikelijke is een uitbarsting vanwege bepaalde overeenkomstige kenmerken te noemen naar een bekend voorbeeld. Een andere manier is de hoeveelheid materiaal die uitgestoten wordt te gebruiken als maat. Beide manieren worden door elkaar gebruikt, wat voor verwarring kan zorgen. Wat voor de ene vulkanoloog een Hawaï-type eruptie is vanwege grote lavastromen, kan voor een andere vulkanoloog een Stromboli-type eruptie zijn vanwege de hoeveelheid as die vrijkomt.

### Plinische en Pelée-type erupties
Grote uitbarstingen waarbij veel pyroclastische stromen en aswolken vrijkomen worden Plinische erupties genoemd naar Plinius de Oudere. Grote uitbarstingen uit het verleden, zoals de Vesuvius in 79 n.Chr., de Tambora in 1814, de Krakatau in 1883 of de Pinatubo in 1991 waren Plinische erupties. Een Plinische eruptie kan meerdere dagen of weken duren. Er vormt zich een tientallen kilometers hoge eruptiekolom boven de vulkaan, die uitdijt tot een grote aswolk, waaruit het as en pyroclasten regent. De kleinere asdeeltjes kunnen honderden kilometers verderop neerkomen. Afhankelijk van de hoeveelheid materiaal die vrijkomt, worden bepaalde Plinische erupties "sub-Plinisch" (bij relatief weinig materiaal) of "ultra-Plinisch" (bij relatief grote hoeveelheden uitgestoten materiaal) genoemd. Bij Plinische erupties kan ook lava uitbarsten, maar meestal blijft het bij kleine stromen met de samenstelling van daciet of ryoliet. Zulke lava vormt koepels en stroomt niet ver van de krater.
Behalve de aswolken hoog in de atmosfeer, kunnen bij een Plinische eruptie pyroclastische stromen ontstaan, die vanaf de vulkaankrater over het oppervlak bewegen. Een eruptie waarbij dodelijke gloedwolken uitgestoten worden, maar minder pyroclastisch materiaal vrijkomt dan bij een Plinische eruptie, wordt wel een Pelée-type eruptie genoemd naar Mont Pelée op Martinique. Typisch voor dit eruptietype is dat de lava die vrijkomt lavakoepels vormt in plaats van over de flanken van de vulkaan uit te stromen.

### Stromboli- en Vulcano-type erupties

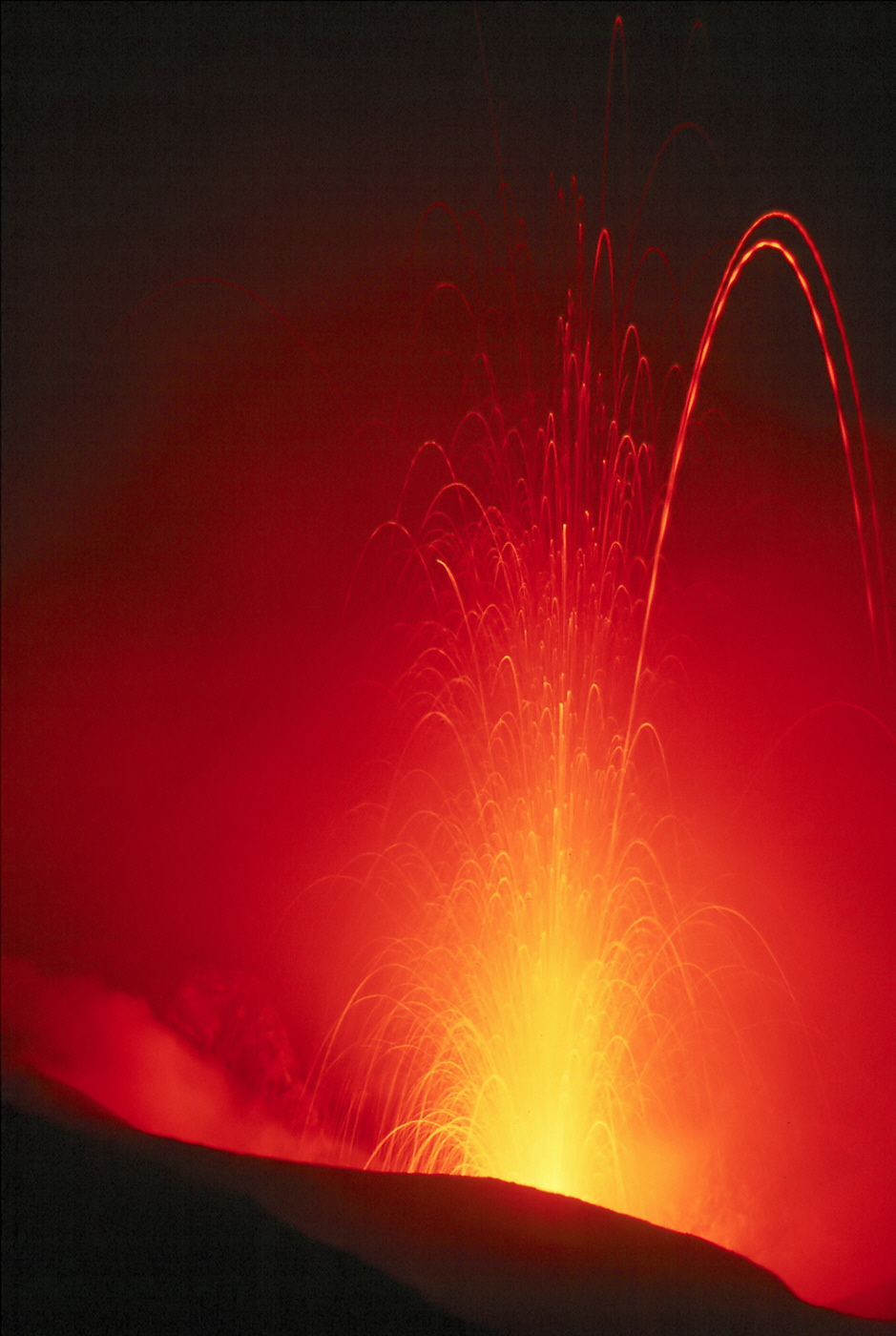
Eruptie van pyroclastisch materiaal op de Stromboli in 1980

Stromboli-type erupties zijn genoemd naar de eilandvulkaan Stromboli in Italië. Deze vulkaan heeft korte en frequente kleine erupties van pyroclastisch materiaal. Bij zulke uitbarstingen komt veel minder materiaal vrij dan bij een Plinische eruptie en meestal is er geen sprake van schade. Bij Stromboli-erupties komt meestal geen lava vrij, wel wordt een aspluim uitgestoten en worden vulkanische bommen rondgeslingerd. De Stromboli zelf barst bijvoorbeeld uit in series van kleine erupties die hooguit een paar seconden aanhouden en zich om de paar minuten tot enkele uren herhalen. Slechts enkele malen per eeuw is lava uit de vulkaan gestroomd.
De term Stromboli-type eruptie wordt echter ook gebruikt voor alle explosieve erupties waarbij een kleine hoeveelheid pyroclastisch materiaal vrijkomt. Met deze definitie kan de explosie van een grote gasbel in een lavameer ook tot het Stromboli-type gerekend worden.
Wanneer erupties krachtiger zijn dan bij het Stromboli-type worden ze Vulcano-type erupties genoemd naar de Italiaanse eilandvulkaan Vulcano. Net als Stromboli-type uitbarstingen komen deze uitbarstingen in series met regelmatige tussenpozen, alleen de kracht van de explosies en het uitgestoten volume aan pyroclastisch materiaal is groter. Er zijn explosies bekend waarbij blokken gesteente van meer dan tien meter doorsnee de lucht in geslingerd werden.

Kenmerken van een Hawaï-type eruptie: 1 aspluim; 2 lavafontein; 3 krater; 4 lavameer; 5 fumaroles; 6 lavastroom; 7 lagen gestold lava; 8 omringende gesteentelagen; 9 dike; 10 vulkaanpijp; 11 magmakamer; 12 dike.

### Hawaï-type erupties
Rustige erupties waarbij vooral lava uitbarst en weinig pyroclastisch materiaal vrijkomt, worden Hawaï-type erupties genoemd. Ze zijn kenmerkend voor schildvulkanen zoals op Hawaï, waar de lava de samenstelling van basalt heeft.
Bij Hawaïaanse erupties komt de lava vrij door middel van lavafonteinen, die honderden meters hoog kunnen worden. Wanneer de lava weer op de grond komt is het grootste deel nog steeds heet genoeg om lavastromen en soms lavameren te vormen. De lavastromen kunnen kilometers ver stromen en grote oppervlakten bedekken. Twee soorten lavastromen zijn kenmerkend: de zogenaamde ʻaʻā- en pāhoehoe-lava's. 'A'ā-lavastromen hebben een grof, blokkig oppervlak terwijl pāhoehoe een glad oppervlak heeft. Het verschil wordt veroorzaakt doordat pāhoehoe-lava een hogere temperatuur heeft. Een pāhoehoe-lavastroom kan na verloop van tijd door afkoeling in een 'a'ā-lava veranderen.

### Interne oorzaken van vulkaanuitbarstingen

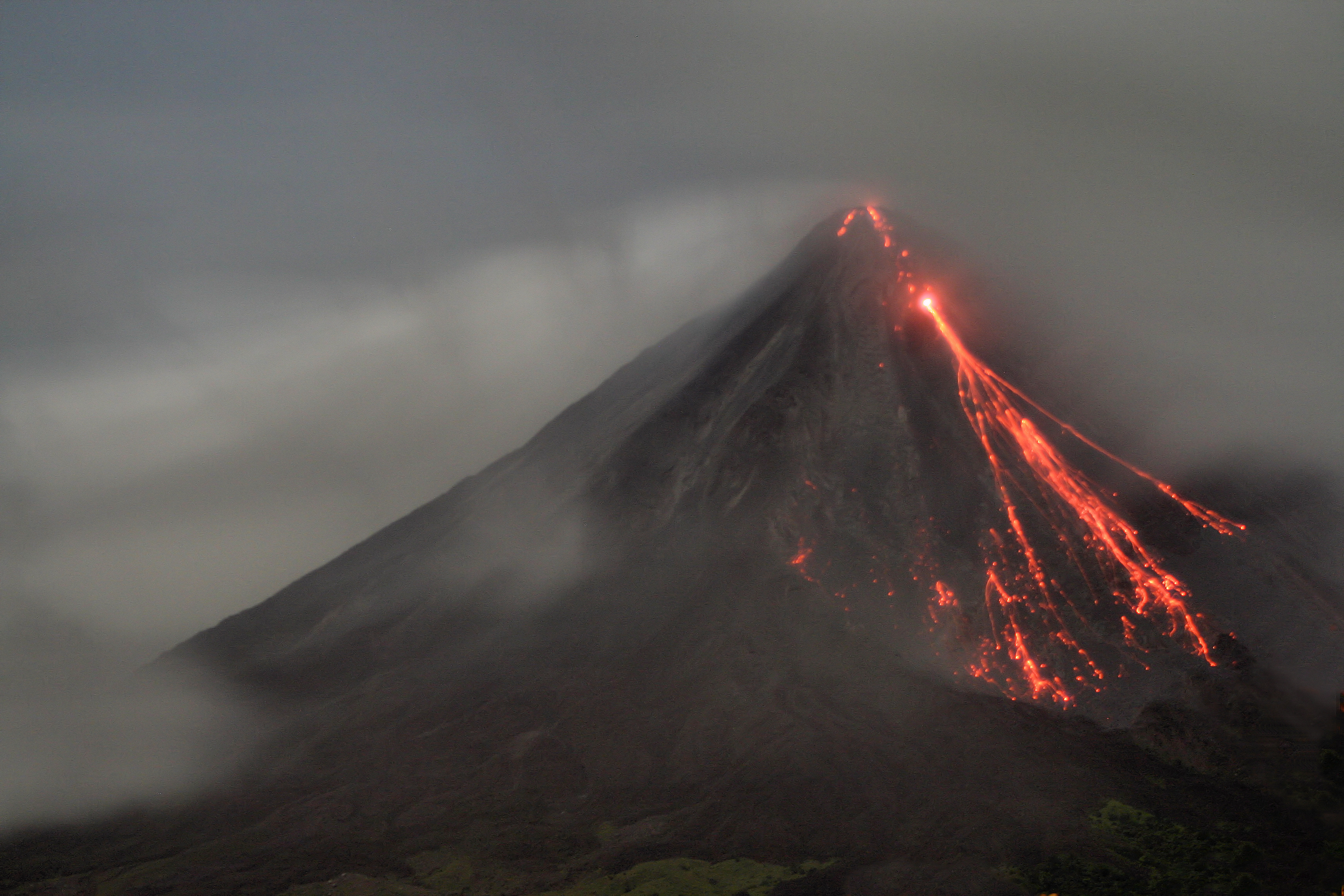
Lavastromen op de stratovulkaan Arenal in Costa Rica in april 2006

Waardoor en op welke manier een vulkaan uitbarst kan afhangen van een groot aantal factoren, die elkaar vaak op complexe manier beïnvloeden. Daardoor is het vaak onmogelijk lang van tevoren te weten wanneer een vulkaan zal uitbarsten en op welke manier.
De overdruk in een magmakamer kan ertoe leiden dat een vulkaan uitbarst. Door de grote druk in de magmakamer opent een spleet in het gesteente boven de magmakamer, waardoor het magma naar het oppervlak beweegt om daar als lava uit te stromen. De aanvoer van magma zal doorgaan tot de overdruk in de magmakamer verdwenen is.
De aanwezigheid van vluchtige stoffen en de groei van vesicles kunnen de overdruk in een omhoog bewegend magma doen toenemen en voor explosief vulkanisme zorgen. Welk type vulkanisme voorkomt is echter afhankelijk van een complex samenspel van factoren. In de meeste gevallen is het type activiteit van een vulkaan niet continu hetzelfde. Vaak wisselen perioden van rustig uitstromen van lava af met perioden van explosieve activiteit. Er zijn verschillende manieren waardoor deze afwisseling van gedrag veroorzaakt kan worden.
Ten eerste kan boven in de magmakamer magma verzamelen dat verder gedifferentieerd is, en daardoor lichter en rijker in vluchtige stoffen. Als zich genoeg van dit magma verzameld heeft zal het doorgaans rustige gedrag van de vulkaan verstoord worden door een periode van explosieve activiteit. Hetzelfde kan gebeuren wanneer zoveel magma in de magmakamer gestold is dat vluchtige stoffen oververzadigd raken. Aanvoer van hete, ongedifferentieerde magma vanuit diepere delen van de aardkorst naar de magmakamer kan ervoor zorgen dat de vulkaan zich weer rustiger gaat gedragen. Aan de andere kant kan de aanvoer van hetere, nieuwe magma naar de magmakamer echter ook juist explosief vulkanisme tot gevolg hebben. Ten eerste kan de druk in de magmakamer door de toestroomt van meer magma stijgen. Het nieuwe magma kan het oude magma ook zodanig opwarmen dat vluchtige stoffen minder oplosbaar raken, wat het ontstaan van meer vesicles tot gevolg kan hebben.

Surtsey-type eruptie, waarbij water een grote rol speelt. 1 stoomwolk (waterdamp); 2 zwarte "hanenstaart"-aswolk; 3 krater; 4 zeewater; 5 lava- en tefralagen; 6 omringend gesteente; 7 vulkanische pijp; 8 magmakamer; 9 dike.

### De rol van water
Explosieve uitbarstingen kunnen niet alleen het gevolg zijn van vluchtige stoffen in het magma zelf, maar ook van water waarmee het magma in contact komt. Dat water kan grondwater of permafrost zijn, maar ook oppervlaktewater (zoals in een meer of in de zee) of sneeuw en ijs aan het oppervlak. Doordat magma veel warmer is dan het kookpunt van water, zal water of waterijs in aanraking met een magma vrijwel direct verdampen of sublimeren: het wordt waterdamp. De plotselinge toename in volume waarmee dit gepaard gaat zorgt voor explosies. Hoe meer water aanwezig is, des te explosiever de uitbarsting.
Uitbarstingen die gedomineerd worden door de invloed van grond- of oppervlaktewater worden hydrovulkanische, freatomagmatische of freatische uitbarstingen genoemd. Deze uitbarstingen zijn sterk explosief en vormen vaak een maar of krater. Bij freatomagmatische erupties speelt magma ook een rol; bij freatische erupties komt alleen tefra vrij. Een periode van extreme regenval en stijging van het grondwater kan soms een vulkaanuitbarsting van dit type veroorzaken, doordat grondwater doorsijpelt tot een magmareservoir. Water speelt vanzelfsprekend een grotere rol in natte klimaten dan in droge.

### Andere externe oorzaken
Bij sommige uitbarstingen is een verband gelegd met externe oorzaken, zoals aardbevingen, getijdenkrachten en meteorietinslagen. Vooral aardbevingen worden nog weleens aangewezen als de factor waardoor een vulkaan uiteindelijk uitbarstte. Een voorbeeld is de uitbarsting van de Chileense vulkaan Cordon Caulle op 24 mei 1960, twee dagen na de zware Valdivia-aardbeving.
Wat vaker voorkomt is dat een aardverschuiving boven de magmakamer of instorting van de flank van een vulkaan ervoor zorgt dat het "voortijdig" en op veel hevigere wijze dan verwacht tot een uitbarsting komt. Door het verdwijnen van bovenliggend materiaal neemt de druk op de magmakamer plotseling af, zodat het magma explosief uit kan zetten. De uitbarsting van de Mt St Helens in 1980 was bijvoorbeeld een direct gevolg van het instorten van de noordelijke flank van de vulkaan.
Het instorten van een deel van de vulkaan kan ook tot gevolg hebben dat grondwater door kan sijpelen tot het magma, waardoor de vulkaan op freatische wijze tot uitbarsting komt. De wijze waarop de vulkaan uitbarst na het instorten van een flank kan sterk verschillen van de normale activiteit. Nadat de noordzijde van de Stromboli in december 2002 instortte stroomde in 2003 lava uit deze vulkaan. Stromboli is bekend van kleine explosieve erupties van tefra, waarbij juist geen lava vrijkwam.

## Vulkanisme op andere hemellichamen
Sinds het ruimtevaarttijdperk is duidelijk geworden dat vulkanisme ook op andere planeten en planeetmanen in het Zonnestelsel voorkomt. De enige voorwaarden voor vulkanisme zijn voldoende materiaal dat kan smelten en een warmtebron die het smelten mogelijk maakt. De aard van het vulkanisme op andere hemellichamen kan echter sterk verschillen van de Aarde. Binnenin terrestrische planeten wordt vulkanische activiteit vooral veroorzaakt door het smelten van silicaten. Op ijswerelden zoals de Jupitermaan Ganymedes komt vulkanisme voor dat veroorzaakt wordt door het smelten van stikstof, water- of droogijs. Dit wordt cryovulkanisme genoemd.
De warmtebronnen die voor vulkanisme zorgen zijn niet altijd dezelfde als op Aarde. De terrestrische planeten hebben een warmtestroom uit het binnenste; ze koelen af sinds de vorming van het Zonnestelsel. Net als op Aarde wordt de meeste warmte echter geproduceerd door het verval van radioactieve isotopen. Hoe kleiner de planeet, hoe sneller ze afkoelt. De Maan is daardoor vulkanisch inactief, hoewel het maanoppervlak sporen van vulkanisme uit een ver verleden vertoont. De Jupitermaan Io, die ongeveer even groot is als de Maan, is desondanks het vulkanisch actiefste lichaam in het Zonnestelsel. Deze maan draait in een nauwe baan om Jupiter, daarbij blootstaand aan grote getijdenkrachten. De wrijving die dit veroorzaakt is een warmtebron die voor het smelten van Io's binnenste zorgt. Zulke getijdenkrachten zorgen ook op andere manen van Jupiter en Saturnus voor vulkanisme, zij het niet in de extreme mate waarin dat op Io gebeurt.
Op Venus zijn meer dan 1600 vulkanen - zie Vulkanisme op Venus. Ook op Mars zijn vulkanen, zoals Olympus Mons - zie Vulkanisme op Mars.